# يو إف سي 3
بطولة القتال النهائي الجزء الثالث (بالإنجليزية: The Ultimate Fighting Championship Part III)‏ (أعيدت تسميته لاحقًا يو إف سي 3: الحلم الأمريكي (بالإنجليزية: UFC 3: The American Dream)‏) هو حدث لفنون القتال المختلطة نظمته يو إف سي، أُقيم في 9 سبتمبر 1994، على جرادي كول سنتر في شارلوت، كارولاينا الشمالية، الولايات المتحدة.